# Strossmayeria alnicola
Strossmayeria alnicola är en svampart som först beskrevs av Josef Velenovský, och fick sitt nu gällande namn av Iturr. 1990. Strossmayeria alnicola ingår i släktet Strossmayeria och familjen Helotiaceae.   Inga underarter finns listade i Catalogue of Life.